# الحمام الروماني هنشير زيان
 الحمام الروماني هنشير زيان  هو معلم أثري تونسي مصنف من قبل المعهد الوطني للتراث يقع في ولاية مدنين في الجنوب الشرقي التونسي، تحديدا في مدينة هنشير زيان تم تصنيف المعلم في يوم 3 مارس 1915 .

## مقالات ذات صلة
- قائمة المعالم الأثرية المصنفة في تونس